# Чхери (мост)
Мост Чхе́ри (груз. ჩხერის ხიდი) — действующий средневековый каменный арочный мост через реку Чхери в Мачахельском ущелье у деревни Зеда-Чхутунети, Аджария, Грузия. Памятник IX-X века. Пролет моста составляет 5,7 м. Поверх каменного пролета уложены деревянный настил, обитый жестью.